# Grande Reich Germânico

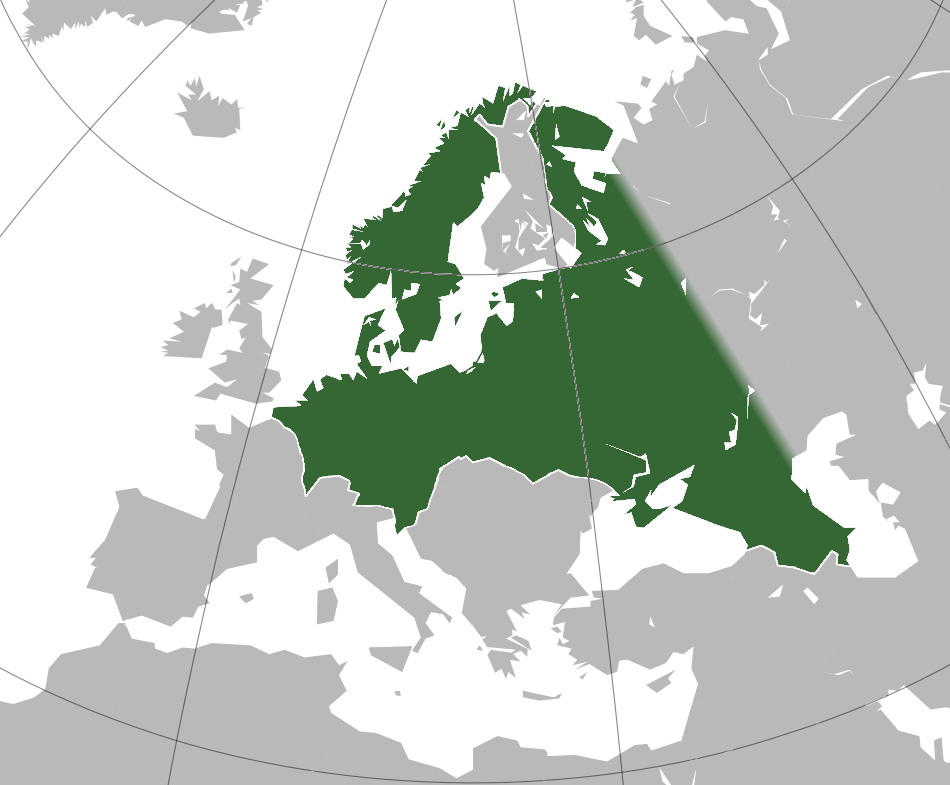
Fronteiras do futuro "Grande Reich Germânico" baseada em várias projeções (e.g. Generalplan Ost) de líderes do governo nazista e da SS.

Grande Reich Germânico (em alemão:  Großgermanisches Reich), também chamado de Grande Reich Germânico da Nação Alemã (em alemão:  Großgermanisches Reich Deutscher Nation) era o estado da entidade política que a Alemanha nazista tentou estabelecer na Europa durante a Segunda Guerra Mundial. Albert Speer afirmou em suas memórias que Adolf Hitler também se refere ao Estado pretendido como Reich Teutônico da Nação Alemã, embora não esteja claro se Speer usou o termo "teutônico", agora raramente usado, como um sinônimo para "germânico". Hitler também menciona um futuro "Estado Germânico da Nação Alemã" (em alemão:  Germanischer Staat Deutscher Nation) em Mein Kampf.
As reivindicações territoriais para o Grande Reich Germânico variaram ao longo do tempo. Já no outono de 1933, Hitler previu anexar esses territórios, como a Boêmia, o oeste da Polônia e a Áustria, à Alemanha, além de também criar Estados satélites ou fantoches sem economias ou governos próprios.
Depois de conquistar o poder em Janeiro de 1933, Hitler tentou esconder suas verdadeiras intenções em relação à Polônia e revelou-as apenas para seus colaboradores mais próximos; a assinatura de um pacto de não-agressão com os poloneses, em 1934, foi uma manobra política para esconder suas verdadeiras intenções em relação ao país. De 1934 ao início de 1939, a Alemanha nazista secretamente preparou-se para a guerra contra a Polônia e para o assassinato em massa e a limpeza étnica de sua população, enquanto oficialmente reivindicava ao governo polonês que iria continuar a garantir a existência do país (embora ainda mantendo os suas reivindicações sobre o Corredor Polonês) e oferecia ao governo polonês o direito de anexar a totalidade da Ucrânia Soviética, desde que os poloneses apoiassem aos alemães em uma guerra contra os soviéticos, enquanto a Alemanha anexaria os países bálticos e outros territórios soviéticos. Por um curto período de tempo negociações germano-soviéticas sobre a divisão do território da Polônia entre a Alemanha e a União Soviética aconteceram, quando Hitler não fez reivindicações territoriais sobre o território soviético, pois estava se concentrando em unir os povos germânicos da Escandinávia e dos Países Baixos ao Reich.
Este império pangermânico deveria assimilar praticamente toda a população da Europa germânica em um Reich enormemente expandido. Territorialmente falando, este englobava o próprio Reich Alemão já ampliado (que consiste nos territórios pré-1938 de Alemanha, Áustria, Boêmia, Morávia, Alsácia-Lorena, Eupen-Malmedy, Memel, Baixa Estíria, Alta Carniola, Koroška e a Polônia ocupada), os Países Baixos, a parte flamenga da Bélgica, Luxemburgo, Dinamarca, Noruega, Suécia, Islândia, além de partes germânicas de Suíça e Liechtenstein.
A exceção mais notável era o Reino Unido, que não iria ser reduzido a uma província alemã, mas se tornaria um parceiro marítimo aliado dos alemães. Outra exceção era o território povoado por alemães no Tirol do Sul, que fazia parte Itália fascista, uma das Potências do Eixo. Além da Europa germânica, os nazistas planejavam reverter as fronteiras ocidentais do Reich com a França ao traçado do período do Sacro Império Romano, o que significaria a anexação completa de toda a Valônia, Suíça francesa e grandes áreas do norte e do leste do território francês. Além disso, a política de Lebensraum planejava a expansão em massa da Alemanha para o leste até aos Montes Urais. Hitler pretendia que a população russa "excedente" que vive a oeste dos Urais fosse deportada para o leste dos Urais.